# Semele sowerbyi
Semele sowerbyi is een tweekleppigensoort uit de familie van de Semelidae. De wetenschappelijke naam van de soort is voor het eerst geldig gepubliceerd in 1869 door Tryon.